# Kinfolk (журнал)
Kinfolk — це журнал про незалежний спосіб життя, який надає читачам поради, щоб спростити своє життя, розвивати спільноту і проводити більше часу з друзями та родиною. Він заснований в Портленді, штат Орегон, США.

## Журнал
Kinfolk був створений Натаном Вільямсом, його дружиною Кеті Серл-Вільямс та їх друзями Дугом і Пейджом Бішофф в липні 2011 року. У першу чергу цей журнал спрямований на молодих фахівців, він сфокусований на домі, на роботі, грі, харчуванні та спільноті за допомогою фоторепортажів, рецептах, інтерв'ю, особисті історії та практичні поради. Для кожного номера журналу долучаються письменники, фотографи, дизайнери і шеф-кухарі з різних країн.
Публікується щоквартально, кожен випуск має тему, яка пов'язана з сезоном у який він видається: їжа, розважальна програма та спосіб життя, спрямований на утримання цієї теми. Зразки статті включають інтерв'ю з відомими шеф-кухарями, зразок тематичного меню з рецептами і надихаючі фоторепортажі, що спонукають читачів спробувати нові види діяльності.
На додаток до своєї друкованої публікації, Kinfolk організовує щомісячний «збір спільноти», що відбувається по всьому світу. Ці події відбуваються одночасно, їх мета — об'єднати світову спільноту читачів KInfolk, одночасно пропонуючи практичні поради та уроки. Компанія також займається міжнародними семінарами про харчові продукти, розробляє кулінарні книги та серії коротких фільмів.

## Оцінка читачів
Kinfolk був схвалений читачами за його чистий дизайн і фотографічну естетику. Щомісячний журнал у Портланді описав його як створення «відмінної біржі у видавничому світі» з «естетичного боку, звісно.» Нью-Йорк Таймс називає журнал «Життя Марти Стюарт у дусі Портленда», сказавши, що місто «можна офіційно не відвідувати, а лише подивитися» разом із Kinfolk.

## Міжнародна слава
На додаток до своєї американської аудиторії, Kinfolk також має зростаючу міжнародну популярність. Журнал видається на китайській, російською та корейською, також компанія запустила видання на японській мові в 2013 році.

## Інші видання
У жовтні 2013 року, журналісти Kinfolk опублікували дебютну кулінарну книгу, The Kinfolk Table: Recipes for Small Gatherings, видавництва Artisan Books. Вона містить 85 традиційних рецептів, якими поділилися сім'ї розширеної громади журналу Kinfolk, включаючи зразки з Портленду, Брукліну, Копенгагена, Англії та інших міст по всьому світі.
У жовтні 2015, Kinfolk опублікував книгу, присвячену дизайну інтер'єру — The Kinfolk Home. Вона також належить видавництву Artisan Books. Книга включає 35 будинків з усього світу. Кожен з будинків супроводжується фотографією та інтерв'ю з його власниками. Будинки публікуються не тільки тому, що вони візуально привабливі, але й тому, що власники є прибічниками спільноти, які живуть у дусі простоти й цілеспрямованості. Книга містить будинки з усього світу, включаючи Японію, Францію, та Скандинавію.